# Riek Machar
Riek Machar Teny (sinh năm 1953), là một người Nuer, là Phó Tổng thống đương nhiệm của Nam Sudan.

## Tiểu sử
Riek Machar là một trong những thành viên đầu tiên của Quân đội Giải phóng Nhân dân Sudan (SPLA/M) do John Garang thành lập vào năm 1984. Ông tách khỏi SPLA/M năm 1991 cùng với Lam Akol và Gordon Kong Chuol để thành lập SPLA-Nasir (1991–1993), sau đó là SPLA-United (1993–94).
Machar đã kết hôn với Emma McCune, một nhân viên cứu trợ người Anh. Bà qua đời do tai nạn giao thông tại Nairobi năm 1993.
Machar đã ký Thỏa thuận Hòa bình Khartoum năm 1997. Machar và đội quân của ông đã gia nhập Mặt trận Hồi giáo Quốc gia tại Khartoum. Sau khi ký kết thỏa thuận, ông trở thành người đứng đầu Lực lượng Quốc phòng Nam Sudan (SSDF, hiện đổi tên là SSIM) (1997–2002). Thỏa thuận Hòa bình Khartoum đã đề xuất Miền Nam tự xác định và khiến Machar trở thành phụ tá của Tổng thống Cộng hòa Sudan và Tổng thống của Hội đồng Phối hợp Miền Nam Sudan (7 tháng 8 năm 1997 - 31 tháng 1 năm 2000).